# Varaždinsko-zagorska nogometna liga 1971./72.
 Varaždinsko-zagorska nogometna liga  za sezonu 1971./72. je predstavljala ligu četvrtog stupnja nogometnog prvenstva Jugoslavije. 
 Sudjelovalo je 14 klubova, a prvak je bila "Sloboda" iz Varaždina.

## Ljestvica
| mj. | klub                     | ut. | pob. | ner. | por. | gol+ | gol- | bod |
| --- | ------------------------ | --- | ---- | ---- | ---- | ---- | ---- | --- |
| 1.  | Sloboda Varaždin         | 26  | 21   | 2    | 3    | 87   | 23   | 44  |
| 2.  | Zagorac Krapina          | 26  | 16   | 3    | 7    | 59   | 27   | 35  |
| 3.  | Udarnik Kućan Gornji     | 26  | 15   | 3    | 8    | 52   | 39   | 33  |
| 4.  | Rudar Mihovljan          | 26  | 15   | 2    | 9    | 60   | 48   | 32  |
| 5.  | Oštrc Zlatar             | 26  | 14   | 4    | 8    | 52   | 49   | 32  |
| 6.  | Ivančica Ivanec          | 26  | 10   | 6    | 10   | 58   | 47   | 26  |
| 7.  | Trnje Trnovec            | 26  | 10   | 4    | 12   | 57   | 45   | 24  |
| 8.  | Proleter Lepoglava       | 26  | 10   | 4    | 12   | 57   | 45   | 24  |
| 9.  | Zagorka Bedekovčina      | 26  | 9    | 4    | 13   | 55   | 65   | 22  |
| 10. | Rudar Dubrava Zabočka    | 26  | 8    | 6    | 12   | 42   | 55   | 22  |
| 11. | Metalac Ladanje          | 26  | 9    | 4    | 13   | 49   | 73   | 22  |
| 12. | Ivančica Zlatar Bistrica | 26  | 8    | 5    | 13   | 47   | 57   | 21  |
| 13. | Podravina Ludbreg        | 26  | 8    | 3    | 15   | 47   | 71   | 19  |
| 14. | Zagorac Veliko Trgovišće | 26  | 3    | 3    | 20   | 27   | 74   | 9   |

- Ladanje danas podijeljeno na Donje Ladanje i Gornje Ladanje. "Metalac" (danas "Rudar 47") je iz Donjeg Ladanja

## Rezultatska križaljka
| kratica | klub                     | IVI | IVZB | MET | OŠT | POD | PRO | RUDDZ | RUDM | SLO | TRNJE | UDA | ZGAK | ZGAVT | ZGKB |
| --- | ------------------------ | --- | ---- | --- | --- | --- | --- | ----- | ---- | --- | ----- | --- | ---- | ----- | ---- |
| IVI | Ivančica Ivanec          |     |      |     |     |     |     |       |      |     |       |     |      |       |      |
| IVZB | Ivančica Zlatar Bistrica |     |      |     |     |     |     |       |      |     |       |     |      |       |      |
| MET | Metalac Ladanje          |     |      |     |     |     |     |       |      |     |       |     |      |       |      |
| OŠT | Oštrc Zlatar             |     |      |     |     |     |     |       |      |     |       |     |      |       |      |
| POD | Podravina Ludbreg        |     |      |     |     |     |     |       |      |     |       |     |      |       |      |
| PRO | Proleter Lepoglava       |     |      |     |     |     |     |       |      |     |       |     |      |       |      |
| RUDDZ | Rudar Dubrava Zabočka    |     |      |     |     |     |     |       |      |     |       |     |      |       |      |
| RUDM | Rudar Mihovljan          |     |      |     |     |     |     |       |      |     |       |     |      |       |      |
| SLO | Sloboda Varaždin         |     |      |     |     |     |     |       |      |     |       |     |      |       |      |
| TRNJ | Trnje Trnovec            |     |      |     |     |     |     |       |      |     |       |     |      |       |      |
| UDA | Udarnik Kućan Gornji     |     |      |     |     |     |     |       |      |     |       |     |      |       |      |
| ZGAK | Zagorac Krapina          |     |      |     |     |     |     |       |      |     |       |     |      |       |      |
| ZGAVT | Zagorac Veliko Trgovišće |     |      |     |     |     |     |       |      |     |       |     |      |       |      |
| ZGKB | Zagorka Bedekovčina      |     |      |     |     |     |     |       |      |     |       |     |      |       |      |
| |                          |     |      |     |     |     |     |       |      |     |       |     |      |       |      |
| podebljan rezultat - utakmice od 1. do 13. kola (1. utakmica između klubova) rezultat normalne debljine - utakmice od 14. do 26. kola (2. utakmica između klubova) rezultat nakošen - nije vidljiv redoslijed odigravanja međusobnih utakmica iz dostupnih izvora rezultat smanjen * - iz dostupnih izvora nije uočljiv domaćin susreta prekrižen rezultat - poništena ili brisana utakmica p - utakmica prekinuta 3:0 p.f. / 0:3 p.f. - rezultat 3:0 bez borbe |                          |     |      |     |     |     |     |       |      |     |       |     |      |       |      |

 Izvori: 

## Poveznice
- Zagrebačka zona 1971./72.
- Međimurska liga 1971./72.
- Međupodručna liga Sisak – Karlovac – Kutina 1971./72.